# Temse
Temse (französisch Tamise) ist eine Gemeinde in Belgien mit 31.271 Einwohnern (1. Januar 2024) in der Provinz Ostflandern, im Arrondissement Sint-Niklaas gelegen.
Die an der Schelde gelegene Gemeinde wurde bekannt durch die mit 365 Meter längste Brücke Belgiens und die ehemalige Boel-Werft.
1977 wurden die Ortschaften Steendorp, Tielrode und Elversele eingemeindet.
Der Name Temse ist möglicherweise vom galloromanischen Tamasiacum abzuleiten, die Römer nannten die Siedlung am Ufer der Schelde Tempseca. Weiterhin denkbar sind indogermanischen-alteuropäische beziehungsweise lateinische Wurzeln: Tam… stünde für „dunkler …“, und „Amisia“ ist der römische Name für den Fluss Ems in Deutschland. Nicht weiter erstaunlich ist auch die sprachliche Ähnlichkeit mit dem englischen Fluss Themse. Im 2. Jahrhundert vor Christus war der Begriff Tamesis vielerorts gleichbedeutend mit Fließgewässer.
Die Patronin von Temse ist Sankt Amelberga, welche um das Jahr 770 die erste Pfarrei gründete, eine der ältesten Pfarren im Waasland.
Seit 1973 besteht eine Städtepartnerschaft mit Eupen.

## Töchter und Söhne der Gemeinde
- Frans Buyens (1924–2004), Filmemacher, Schriftsteller, Zeitschriftenchefredakteur und Theaterleiter
- Isidore De Ryck (1926–2009), Radrennfahrer
- Etienne Vercauteren (1935–2009), Radrennfahrer
- José De Cauwer (* 1949), Radrennfahrer und sportlicher Leiter
- Franky De Gendt (* 1952), Radrennfahrer
- Jan Bogaert (1957–2024), Radrennfahrer
- Robbe Van de Velde (* 2002), Volleyballspieler
- Berten D’Hollander, Querflötist und Hochschullehrer

## Einzelnachweise

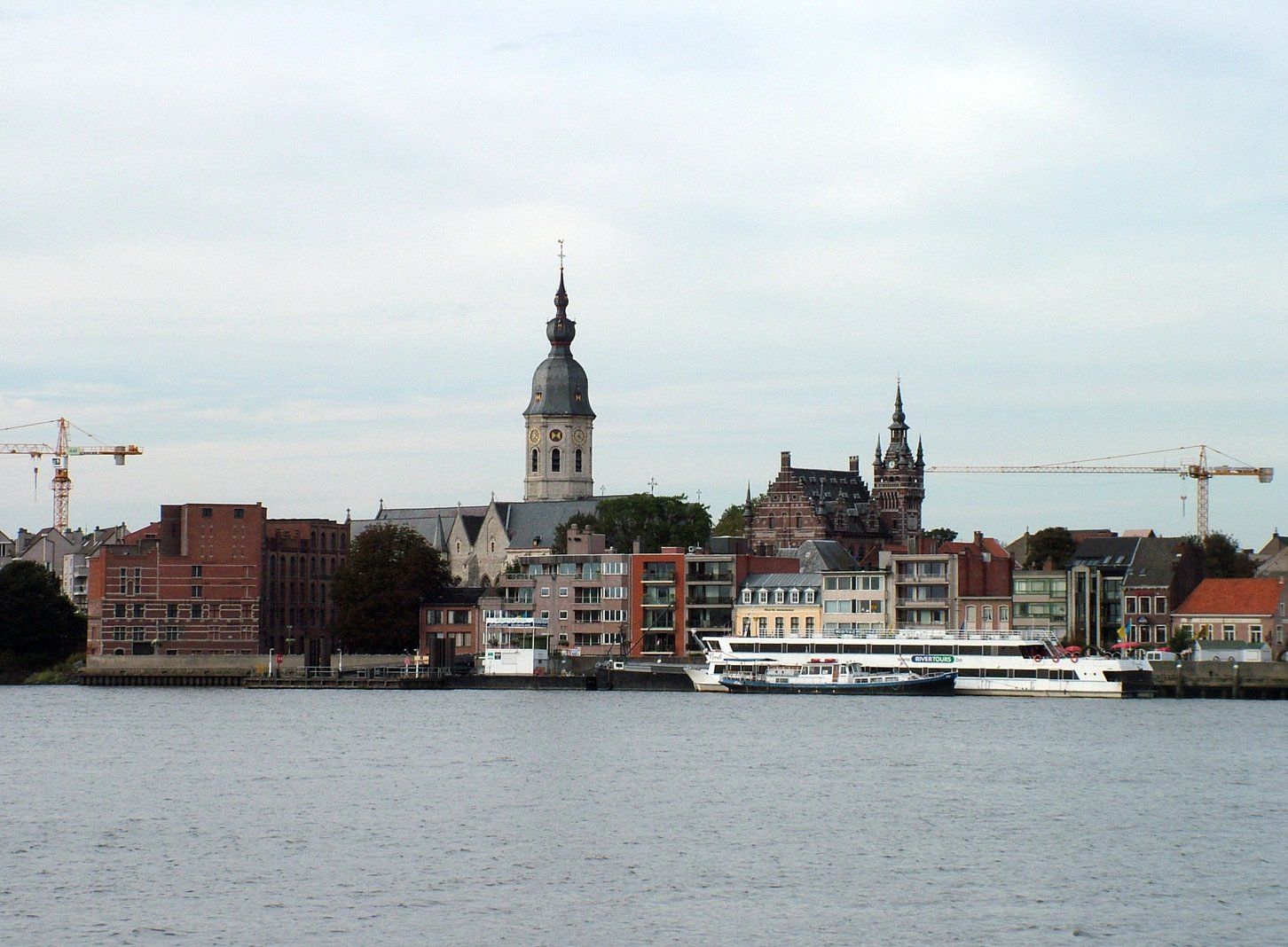
Blick auf Temse